# 磯燒
磯燒（日语：磯焼け）：泛指原本海藻茂密生長的沿岸海域，海藻逐漸減少，以致消失的沙漠化海洋生態現象。此現象通常伴隨蠑螺、九孔鮑等經濟型生物減少，造成沿海漁業受到巨大的衝擊。
生長在淺海海域海藻類群逐漸消失，取而代之的是硬殼、粉紅色的殼狀珊瑚藻（Coralline algae）大量附著在岩石上的現象稱為磯燒。
磯燒自古以來在日本及世界各地的沿海地區均造成莫大的漁業損失。
海藻群落的消失不只會造成許多魚類喪失生活的空間也會失去產卵場難以繁衍後代，更會使該當海域失去進行光合作用的大型藻類，對海洋生態系的影響極大。
此現象一旦發生，短期內難以恢復生機。近年來世界各地皆嘗試設置人工魚礁試圖使海藻床回復。

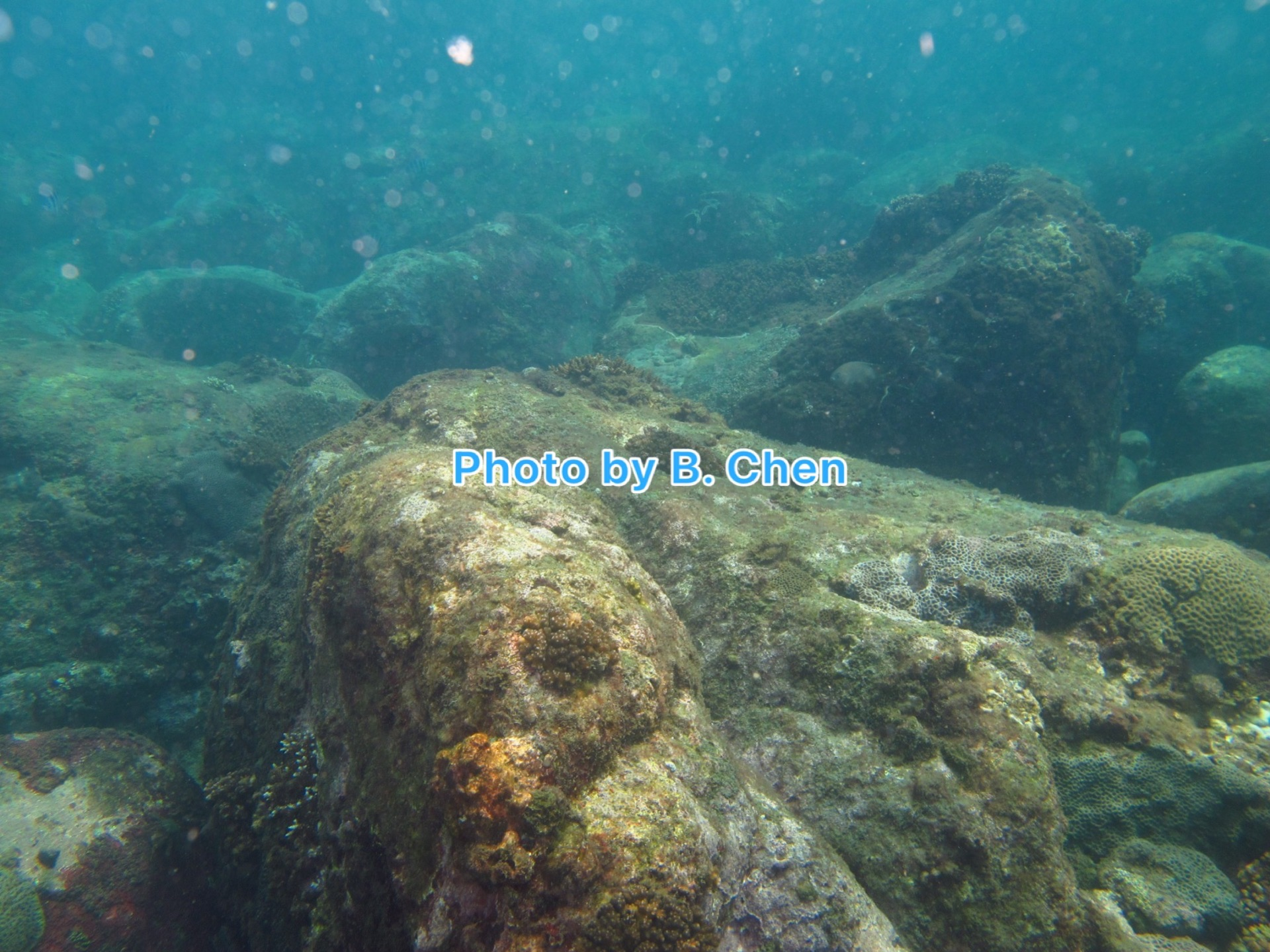
磯燒基隆嶼2

## 造成原因
- 海膽、小型貝類、褐藍子魚、額帶刺尾魚等藻食生物之攝食行為[1]

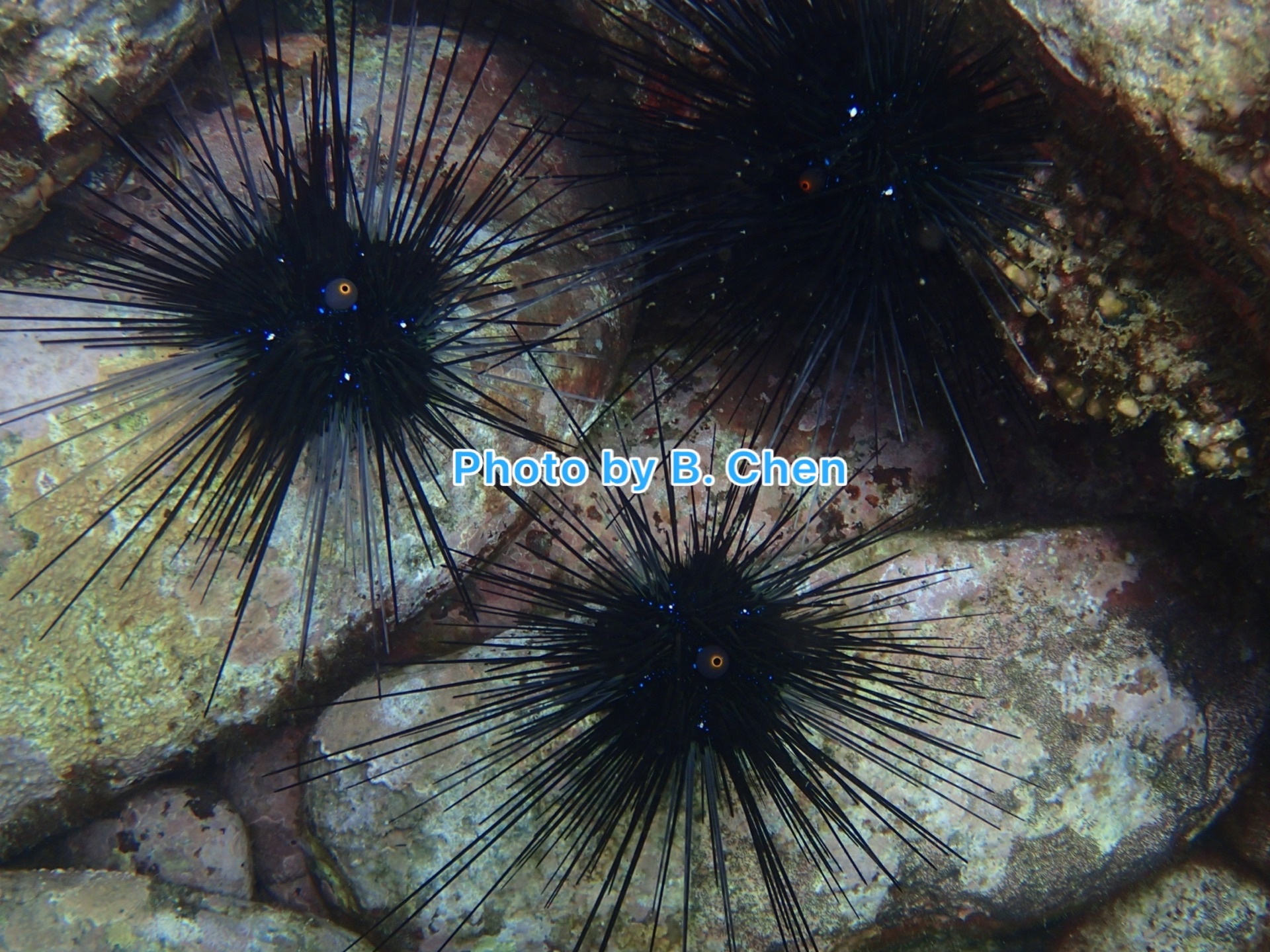
刺冠海膽與磯燒

- 殼狀珊瑚藻大量增生
- 日照量減少阻礙光合作用
- 泥沙堆積影響胞子著生
- 營養鹽濃度下降，海藻營養不良
- 大量河川水流入
- 海岸環境污染